# مارتین ریندرس
مارتین ریندرس (انگلیسی: Martin Reynders؛ زادهٔ ۱۱ آوریل ۱۹۷۲) بازیکن فوتبال اهل پادشاهی هلند است.
از باشگاه‌هایی که در آن بازی کرده‌است می‌توان به باشگاه فوتبال پک زووله، باشگاه فوتبال دن بوس، و باشگاه فوتبال هاکا اشاره کرد.

## زندگی شخصی
فرزندان او، تیجانی و الیانو نیز بازیکن فوتبال هستند.